# Dora Creek (del av en befolkad plats)
Dora Creek är en del av en befolkad plats i Australien. Den ligger i kommunen Lake Macquarie Shire och delstaten New South Wales, i den sydöstra delen av landet, omkring 90 kilometer norr om delstatshuvudstaden Sydney. Antalet invånare är 1 315.
Närmaste större samhälle är Cooranbong, nära Dora Creek. 
I omgivningarna runt Dora Creek växer i huvudsak städsegrön lövskog. Runt Dora Creek är det ganska tätbefolkat, med 172 invånare per kvadratkilometer. Genomsnittlig årsnederbörd är 1 393 millimeter. Den regnigaste månaden är februari, med i genomsnitt 222 mm nederbörd, och den torraste är juli, med 42 mm nederbörd.